# Phyllonoma laticuspis
Phyllonoma laticuspis là một loài thực vật có hoa trong họ Phyllonomaceae. Loài này được (Turcz.) Engl. miêu tả khoa học đầu tiên năm 1891.